# Soroti (distrito)

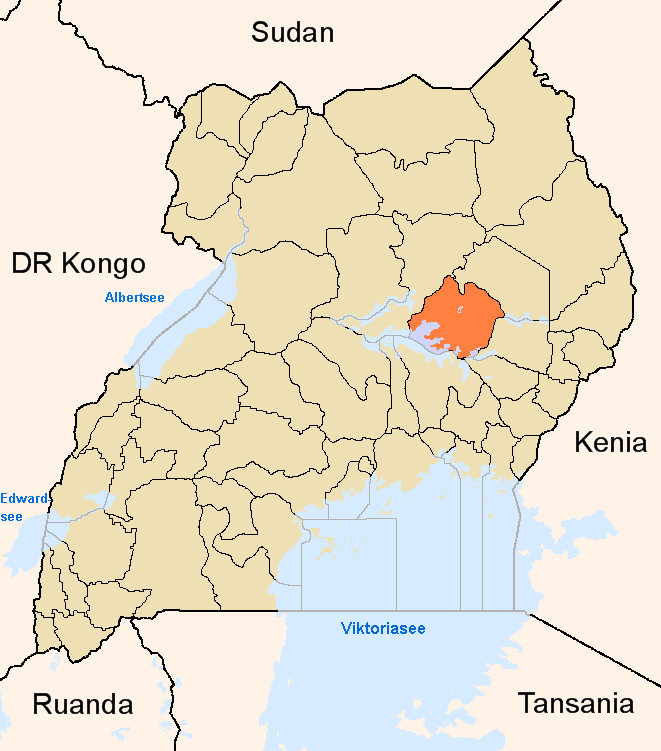
Localização do distrito de Soroti no mapa de Uganda

Soroti é um distrito de Uganda, na Região Leste.  Tem o mesmo nome de sua principal cidade, Soroti, que é o centro administrativo e comercial do distrito.

## Localização
O distrito de Soroti faz limite com o distrito de Amuria ao norte, com o distrito de Katakwi a leste, com o distrito de Ngora a sudeste, com o distrito de Serere ao sul, e com o distrito de Kaberamaido a oeste. A cidade de Soroti está localizada a aproximadamente 116 quilômetros (72 mi), por rodovia, de Mbale, a maior cidade mais próxima. Suas coordenadas são 	1° 43′ 0″ N, 33° 36′ 0″ E.

## População
O censo nacional de 1991 estimava a população do distrito em 113.900 habitantes. Em 2002, o censo calculou a população do distrito em aproximadamente 193.300 pessoas, sendo que 51,2% eram mulheres e 48,8% homens. Em 2011, o Uganda Bureau of Statistics (UBOS) estimava a população em aproximadamente 322.000.
Os dois grupos étnicos predominantes no distrito são os Iteso e os Kumam. As principais línguas faladas são o ateso, o kumam, e o swahili.

## Economia
A agricultura é a principal atividade econômica do distrito de Soroti. A produção é consumida localmente em sua maior parte. As principais culturas são  milhete (ou painço), mandioca, ervilha, batata, feijão, cebola, tomate, algodão, batata doce, gergelim, girassol e repolho.